# Neosloetiopsis
 (août 2017).
Genre
Neosloetiopsis est un genre de plantes à fleurs de la famille des Moraceae.
Selon Plants of the World Online, c'est un synonyme de Sloetiopsis.

## Liste d'espèces
Selon Tropicos (26 juillet 2017) :
- Neosloetiopsis kamerunensis Engl.